# Model minimalny
Model minimalny – termin stosowany w teorii sterowania. 
Dla danej transmitancji każdy model zmiennych stanu, który jest sterowalny, obserwowalny i wykazuje takie zachowanie na wejściach i wyjściach jakie wynika z opisu transmitancyjnego, jest modelem minimalnym (lub realizacją minimalną) danej transmitancji. Model taki nazywa się minimalnym, gdyż opisuje układ za pomocą minimalnej liczby stanów.